# Nê Lê
Nê Lê (chữ Hán: 泥黎) là tên một địa danh cổ, được nhiều học giả xác định là ở vùng Đồ Sơn (Việt Nam) ngày nay. Địa danh này được ghi nhận là nơi đầu tiên truyền bá đạo Phật vào Việt Nam, vào khoảng thế kỷ thứ III trước Công Nguyên, tương truyền các tăng sĩ Ấn Độ đi truyền giáo đã xây dựng một bảo tháp theo phong cách thời Asoka tại đây.

## Từ nguyên
Nê Lê trong các tài liệu chữ Hán được viết là "泥黎". Theo Claude Madroll, căn cứ theo mặt chữ Hán mà giải thích Nê Lê có nghĩa là "bùn đen". Từ đó cho rằng Nê Lê ở vùng Đồ Sơn - Hải Phòng, bởi vùng này có nhiều bùn đen.
Theo Tự điển Phật học, Nê-lê (泥黎) là phiên âm của từ niraya (निरय) trong tiếng Nam Phạn. Từ có ý nghĩa đồng nhất trong tiếng Bắc Phạn là naraka (नरक), được phiên âm thành Na-lạc-ca (那落迦), Nại-lạc (奈落) hay Na-lạc (那落). Theo quan niệm của Phật giáo, đây là cảnh giới mà người tạo nghiệp ác sẽ rơi vào, tương đương với địa ngục.

## Mô tả
Theo tài liệu Giao Châu ký (交州記, thế kỷ IV) của Lưu Hân Kỳ (劉欣期) thời Đông Tấn, thì "...Thành Nê Lê ở phía nam huyện Định An, cách sông bảy dặm, tháp và giảng đường do vua A-dục xây dựng vẫn còn. Những người đốn hái củi gọi là Kim tượng."
Sách Thủy kinh chú (thế kỷ VI) của Lịch Đạo Nguyên thời Bắc Ngụy, dẫn theo sách "Lâm Ấp ký" (林邑記) chép: "Từ Giao Chỉ đi về phía Nam, có ngách sông chảy ra từ phố Đô Quan Tắc. Con sông này từ phía đông đi qua huyện An Định, đi ngang với sông Trường Giang ở phía Bắc. Trong sông, có nơi Việt vương đúc thuyền đồng. Khi nước triều rút, người ta còn thấy dấu vết. Sông lại chảy về phía đông, cách sông có thành Nê Lê, nghe nói là do vua A-dục dựng."
Sách Thái Bình hoàn vũ ký (太平寰宇記) của Nhạc Sử (樂史) thời Tống, cũng dẫn theo "Giao Châu ký" của Lưu Hân Kỳ, chép "Thành Nê Lê ở Đông Nam huyện An Định".

## Vị trí trong lịch sử Phật giáo Việt Nam
Căn cứ vào các ghi chép của các tài liệu cổ chữ Hán, các nhà nghiên cứu khẳng định có sự tồn tại của thành Nê Lê và tháp Asoka tại khu vực Đồ Sơn ngày nay. Sách Thiền uyển tập anh có chép truyện Quốc sư Thông Biện trả lời Phù Thánh Linh Nhân hoàng thái hậu, dẫn theo "Đàm Thiên pháp sư truyện" trong Tục cao tăng truyện: "Một phương Giao Châu, đường thông Thiên Trúc, Phật pháp lúc mới tới, thì Giang Đông chưa có, mà Luy Lâu lại dựng chùa hơn 20 ngôi, độ tăng hơn 500 người, dịch kinh 15 quyển, vì nó có trước vậy.", được các nhà nghiên cứu xem như chứng cứ lịch sử cho thấy Phật giáo đã được truyền bá vào Việt Nam từ rất sớm.